# ماپل (کامیونیتی)، ویسکانسین
ماپل (به انگلیسی: Maple) یک منطقهٔ مسکونی در ایالات متحده آمریکا است که در شهرستان داگلاس، ویسکانسین واقع شده‌است. ماپل ۳۳۴٫۰۶ متر بالاتر از سطح دریا واقع شده‌است.